# Germanor (Associació d'Antics Alumnes del Col·legi de Sant Pere Apòstol de Tortosa)
Germanor, amb el subtítol Publicació oficial de l'Associació d'Antics Alumnes del Col·legi de Sant Pere Apòstol de Tortosa, va ser una publicació periòdica bimestral, d'àmbit cultural i literari, escrita inicialment en català i castellà, que va aparèixer a finals del mes de juny de 1918. Va ser editada per l'Associació d'Antics Alumnes del Col·legi Sant Pere de l'Orde de la Salle de Tortosa. Era una revista estrictament per als socis de l'entitat, que la rebien de franc. El 1925 hi havia 180 socis. Tan sols es van publicar 57 números, el darrer dels quals és del mes de juliol de 1936. Manuel Beguer i Pinyol fou el director de la revista des de 1920 i president de l’Associació fins a 1925.
Germanor fou una de les revistes editades a Tortosa durant el primer terç del segle XX que defensà la ideologia del tortosinisme. De fet, juntament amb La Zuda (1913-1933), i La Santa Cinta (1928-1936), fou de les poques revistes bilingües editades durant la dictadura de Primo de Rivera.
Entre els autors que van escriure en català prenormatiu, en la variant tortosina, hi trobem Manuel Beguer i Pinyol, Francesc Mestre i Noé, Maset, Ramon Vergés Paulí, Felipe Tallada Cachot, Tomàs Bellpuig i Joy, Joaquim Bau i Nolla, Glauco, Roch, Germà X[…] i F. de Efe, entre d'altres. La revista també va rebre col·laboracions de forma esporàdica i de caràcter individual, escrites en català orienta i normatiu, com ara les d'R. Trinquet, J. M. Queralt i Rosell, David Star, Gironí i Business. I pel que fa a les seccions escrites en català cal assenyalar: «Borsa de Treball», «Cultura» i «Carnet de Notes».